# 19-й піхотний полк (Австро-Угорщина)
19-й Угорський піхотний полк «ерцгерцог Франц Фердинанд» (нім. Ungarisches Infanterieregiment «Erzherzog Franz Ferdinand» Nr. 19, IR. 19) — піхотний полк Спільної армії Збройних сил Австро-Угорщини.

## Історія
Полк було створено в 1734 році.
В 1769 р. полк отримав номер «19».
Штаб–квартири: Лоді (1736—1739), Павія (1749—1756), Їглава (1763), Жовква (1774), Кошиці (1775, 1780, 1791, 1801), Белград (1790), Кремона (1792—1793, 1824), Клагенфурт-ам-Вертерзе (1797), Загреб (1805), Комарно (1809, 1871, 1882, 1894), Форлі (1814), Мантуя (1815), Мілан (1817), П'яченца (1823), Відень (1826, 1869, 1890, 1906—1911), Лінц (1844), Фельдкірх (1849), Рендсбург (1850), Пльзень (1852), Семигород (1854), Кронштадт (1855), Опава (1858), Венеція (1861), Ровіго (1862), Віченца (1863), Трієст (1867), Пула (1868), Братислава (1878, 1903—1905). Округ поповнення: Дьєр.
Полковий навчальний заклад станом на 1782 р. діяв в Кошицях, в 1810 р. переїхав в Секешфегервар, а 1852 р. був розформований.
Полкове свято відзначалося 18 жовтня, в річницю битви під Лейпцигом (1813).

## Бойовий шлях
У 1914–1915 роках під час Першої світової війни полк воював з російською армією в Галичині.

## Склад
- 1-й батальйон (1903—1905: Дьєр; 1906—1907, 1910—1911: Відень; 1908—1909: Брук-ан-дер-Ляйта; 1912—1914: Сежана);
- 2-й батальйон (1903—1905: Братислава; 1906—1911: Відень);
- 3-й батальйон (1903—1905: Братислава; 1906—1914: Дьєр);
- 4-й батальйон (1903—1905: Дьєр; 1906—1911: Відень).

Національний склад (1914):
- 95 % — угорці;
- 5 % — інші національності.[2]

## Почесні шефи
- 1734—1773: фельдмаршал Леопольд Стефан фон Палфі аб Ердед;
- 1773—1786: Річард д'Алтон;
- 1786—1810: фельдмаршал Йосиф Альвінці;
- 1812—1846: ландграф, фельдмаршал Філіпп Август Фрідріх Гессен-Гомбурзький;
- 1847—1858: фельдцейхмейстер Карл Філіп Борромео, князь Шварценбергський;
- 1858—1889: ерцгерцог Рудольф Габсбург-Лотаринзький;
- 1890—1918: ерцгерцог генерал кавалерії Франц Фердинанд.

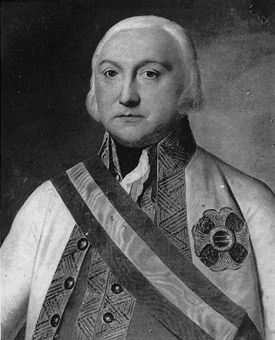
Фельдмаршал Йосиф Альвінці
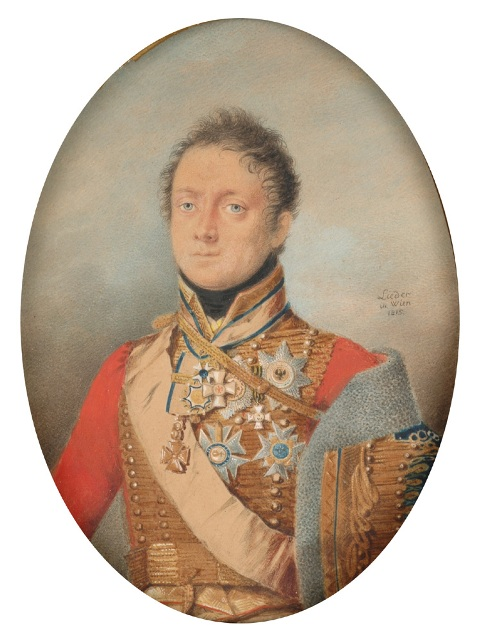
Філіпп Август Фрідріх Гессен-Гомбурзький
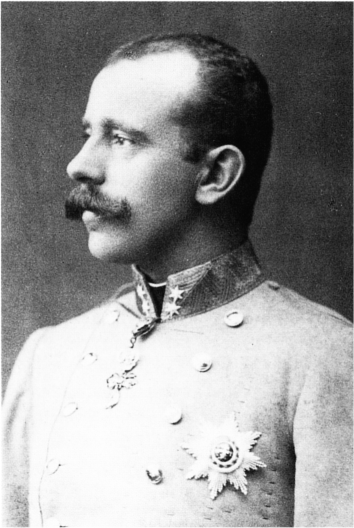
Ерцгерцог Рудольф Габсбург-Лотаринзький
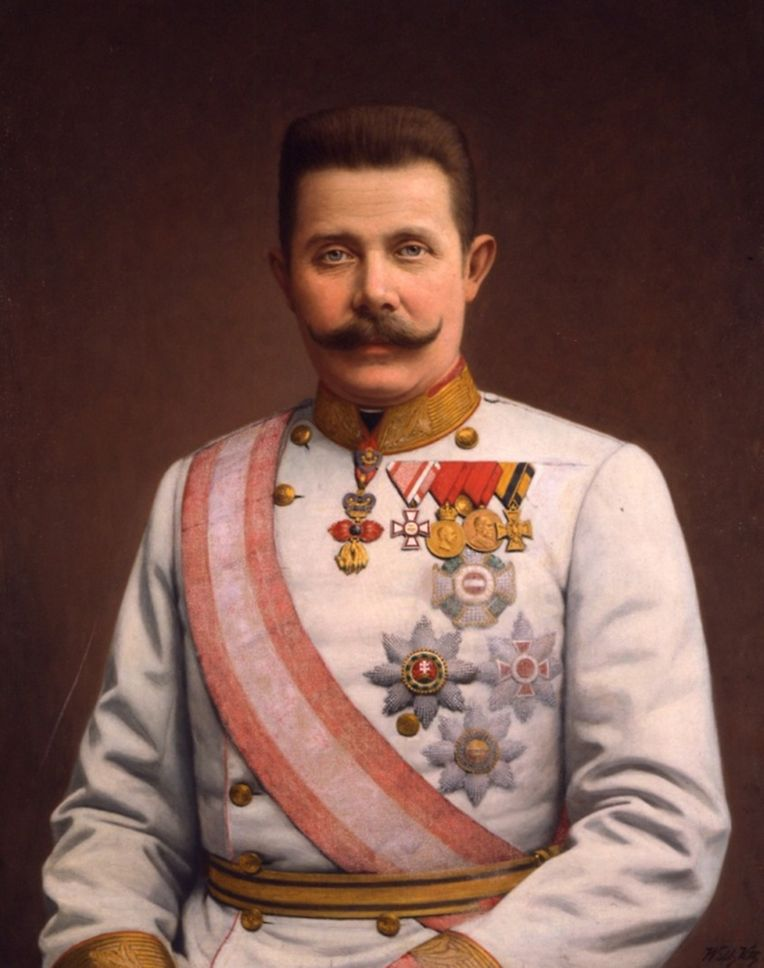
Ерцгерцог генерал кавалерії Франц Фердинанд

У 1858—1869 роках другим почесним шефом полку був фельдцейхмейстер Генріх фон Гендель.

## Командування
- 1734: Леопольд Стефан фон Палфі аб Ердед;
- 1736: полковник Леопольд Фрейхервон Андраші;
- 1739: полковник Якоб Фрайхер фон Прейсах;
- 1752: полковник Йозеф Зігган фон Черма;
- 1758: полковник Вольфганг Фрайхер фон Фабер дю Фор;
- 1767: полковник Леопольд Шуллер де Раад;
- 1773: полковник Йозеф Фрайхер фон Альвінці де Берберек;
- 1779: полковник Йоганн Штирм;
- 1788: полковник граф Карл Коловрат-Краковський;
- 1789: полковник Філіп Фрайхер фон Піттоні;
- 1795: полковник Карл фон Адор'ян;
- 1799: полковник Леліо Фрайхер фон Спаннокі;
- 1800: полковник Карл Петерфі д'Ікатс;
- 1804: полковник Лукас О'Фланаган;
- 1808: полковник Йоганн фон Зеталь;
- 1812: полковник Франц Фрайхерр фон Штуттерхайм;
- 1814: полковник Карл фон Сент-Івані;
- 1818: полковник Алоїз Фабер Едлер фон Вайнау;
- 1824: полковник Антон фон Зітвай;
- 1831: полковник Франц Гюлай фон Марос-Немет;
- 1837: полковник Йозеф Гірншалл;
- 1845: полковник Андреас Мельцер фон Келлемес;
- 1848: полковник Пауль Аурнхаммер фон Ауенштайн;
- 1850: полковник Емеріх Фрайхер фон Пасторі;
- 1858: полковник Василь Полловіна;
- 1860, 1866: полковник Геогр Грівічіч;
- 1866: полковник Адольф Ратх;
- 1867: полковник Карл Едлер фон Рат;
- 1876: полковник Карл Ріттер фон Фабріцій;
- 1878: полковник Людвіг Діркес;
- 1884: полковник Густав Ріттер фон Вейс;
- 1885: полковник Матіас Пандур;
- 1886: полковник Моріз Ріттер фон Шаффер фон Шефферсфельд;
- 1891: полковник Андреас Бенедек;
- 1896: полковник Йоганн Грівічіч;
- 1903—1906: полковник Хуго Калівода;
- 1907—1911: полковник Карл Вайцендорфер;
- 1911—1914: полковник Рудольф ріттер фон Метц.[3]

## Підпорядкування
Полк (без 3-го батальйону) входив в склад 98-ї піхотної бригади 49-ї піхотної дивізії. Весною 1912 р. полк (без 3-го батальйону) відійшов до 94-ї піхотної бригади 28-ї піхотної дивізії. 3-й батальйон був підпорядкований 65-й піхотній бригаді 33-ї піхотної дивізії.

## Однострій

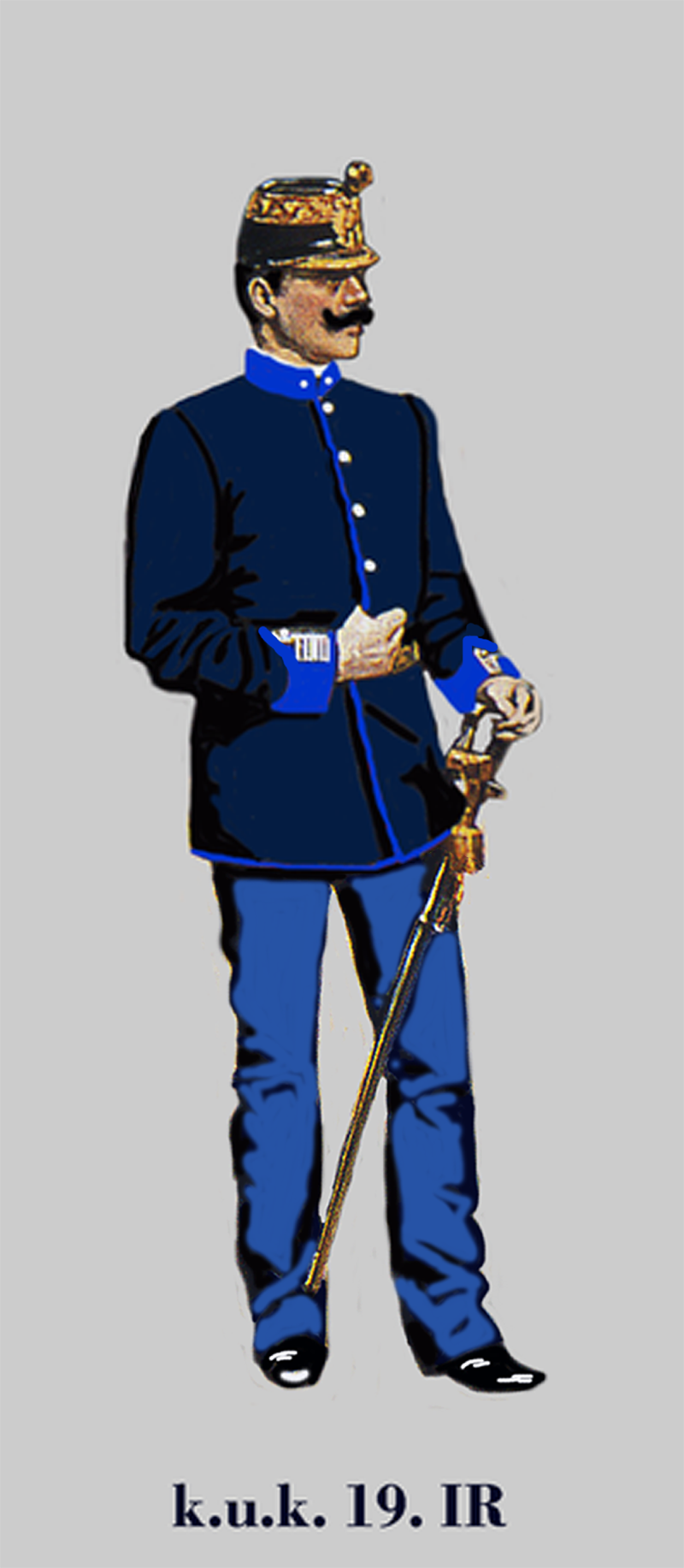
Лейтенант 19-го піхотного полку
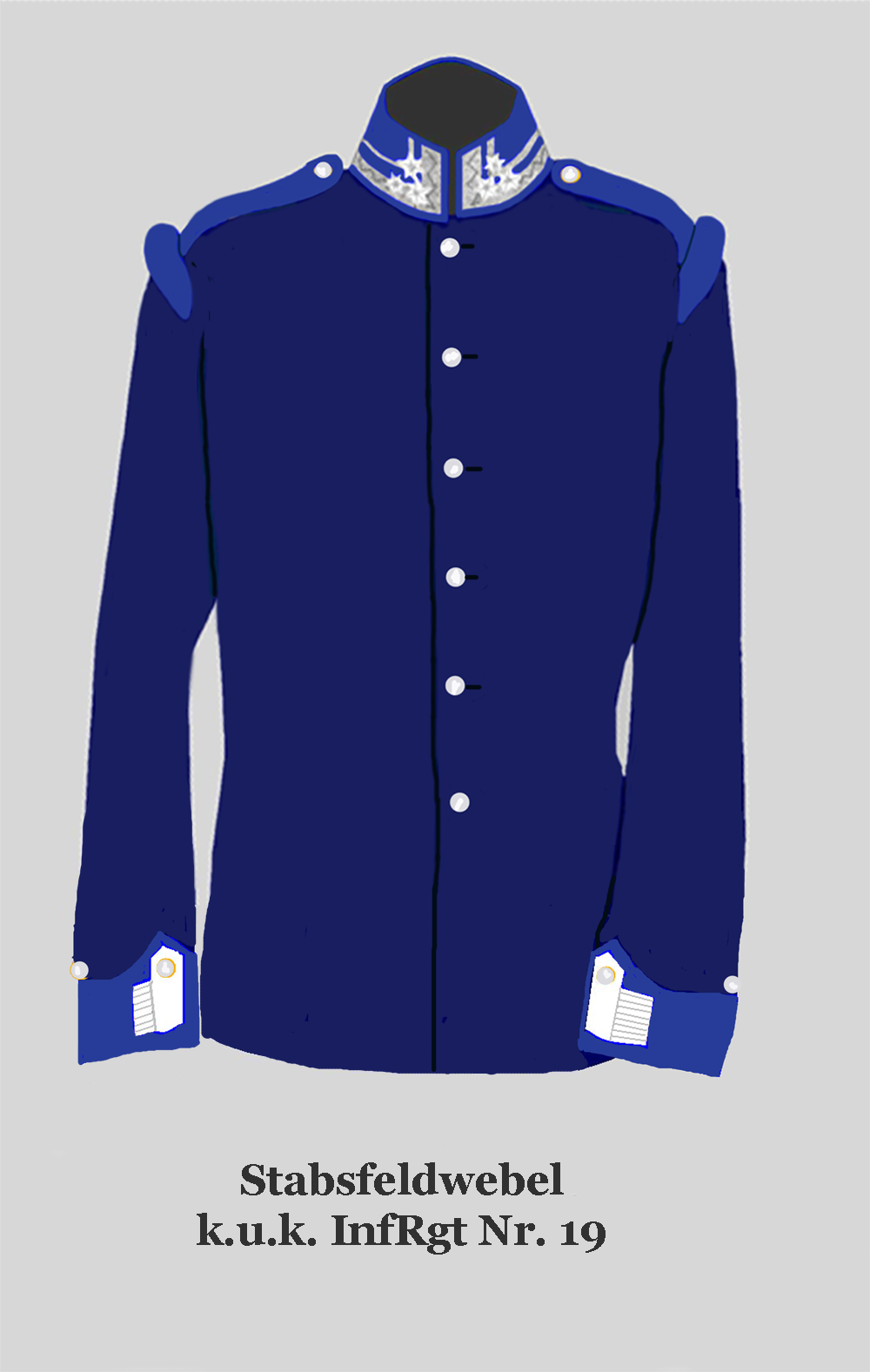
Мундир штабс-фельдфебеля 19-го піхотного полку

## Пам'ять
- Військове кладовище № 145 в Ґромнику;
- Військове кладовище № 314 в Бохні.